# 1837 год в науке
В 1837 году были различные научные и технологические события, некоторые из которых представлены ниже.

## События
- В Гринкасле (Индиана, США) начал работу Университет ДеПау[англ.][1].
- Пьер Ванцель публикует свою самую известную работу с доказательством неразрешимости классических задач удвоения куба и трисекции угла[2].
- Томас Дэвенпорт получил первый в США патент на электрический двигатель[3].
- Луи Дагер проявил слабое латентное изображение при помощи паров ртути

## Родились
- 5 февраля — Леопольд Шрётер, австрийский медик.
- 1 марта — Георг Эберс, немецкий египтолог.
- 17 апреля — Морган, Джон Пирпонт, американский финансист.
- 25 июня — Йеркс, Чарлз Тайсон, американский финансист.
- 11 августа — Мари Карно, инженер, ставший президентом Франции.
- 3 октября — Пётр Францевич Лесгафт, педагог и врач.
- 2 декабря — Джозеф Белл, хирург и профессор Эдинбургского университета.

## Скончались
- 1 февраля — Эдвард Донован, ирландский зоолог-любитель, путешественник и писатель.
- 4 февраля — Джон Лэтэм, британский врач, орнитолог и натуралист.
- 16 февраля — Готфрид Тревиранус, немецкий естествоиспытатель.
- 23 мая — Иоганн Вильгельм Хосфельд, немецкий лесовод, математик и педагог.